# Ernst Neizvestny

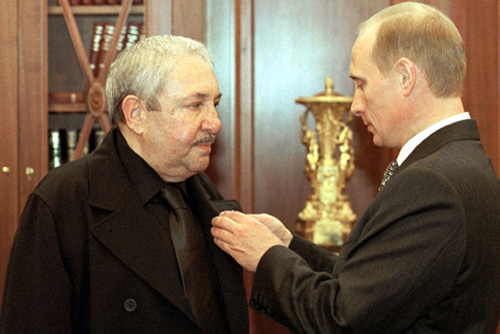
Ernst Neizvestnyj vid mottagande av ryska Hedersorden från Vladimir Putin i oktober 2000

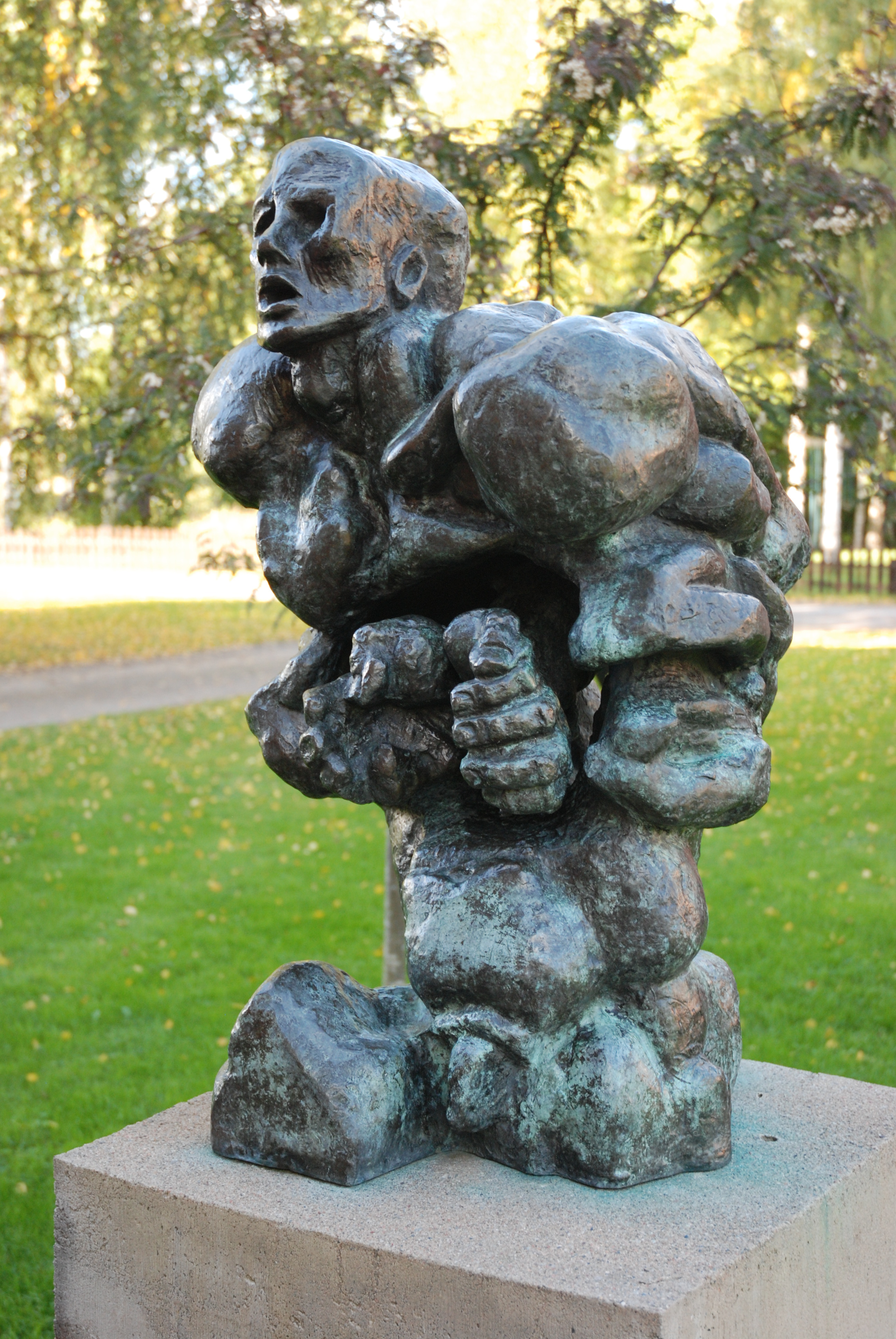
Profeten, skulpturparken vid Galleri Astley i Uttersberg

Ernst Josefovitj Neizvestnyj (Эрнст Ио́сифович Неизве́стный, engelsk form: Neizvestny), född 9 april 1925 i dåvarande Sverdlovsk (dagens Jekaterinburg), död 9 augusti 2016 i New York, var en rysk-amerikansk skulptör av judiskt ursprung.
Ernst Neizvestnyj enrollerade sig som frivillig i Röda armén vid 17 års ålder. I april 1945, strax före andra världskrigets slut, blev han livsfarligt skadad i Österrike, dödförklarades och fick postumt Röda stjärnans orden, men överlevde. Efter kriget studerade han konst, först vid Konstakademien i Riga och därefter vid Surikov-konstinstitutet i Moskva. Han studerade också filosofi vid Moskvauniversitetet.
Ernst Neizvestnyjs skulpturer är ofta kraftfullt expressionistiska och bröt mot den officiellt godkända realistiska stilen i Sovjetunionen. Vid en konstutställning i Moskva 1962 blev den sovjetiske ledaren Nikita Chrustjov upprörd över utställda modernistiska konstverk, vilka han påstod var otydliga, och skällde ut Neizvestnyj. "En åsna kan måla bättre med sin svans", ska Chrustjov ha sagt. Neizvestnyj stod då upp och försvarade den konstnärliga friheten. Han levde sedan som dissident i Moskva, men fick 1976 tillstånd att emigrera. Efter en kortare tid i Sverige och en period i Schweiz flyttade han till New York 1977.
I museet vid Galleri Astley i Uttersberg finns en permanent utställning av verk av Ernst Neizvestnyj. Bland annat finns maquetten i brons till ett Raoul Wallenberg-monument, som inte kommit till utförande i full skala. I skulpturparken utanför finns skulpturer av honom. På Shelter Island norr om New York finns en skulpturpark med verk av Ernst Neizvestny utanför dennes ateljé.

## Offentliga verk i urval
- Prometeus (1972), Moskva
- Lotusblomma (1971), Assuandammen i Egypten
- Nikita Chrustjovs gravsten på Novodevichy-kyrkogården i Moskva
- Elektronisk profet (1984), brons, Torggatan 20 i Köping
- Stor kentaur, utanför Förenta Nationernas byggnad i Genève
- Sorgmask (1996), ett 15 meter högt monument över förföljda i Sovjetunionen, Magadan i Ryssland
- Livsträdet (2004), Bagrationbron i Moskva
- Monument över deporterade kalmucker 1943, Elistai Ryssland